# Landschaftsteile der Markung Roßwangen
Das Gebiet Landschaftsteile der Markung Roßwangen ist ein vom Landratsamt Balingen am 2. März 1966 durch Verordnung ausgewiesenes Landschaftsschutzgebiet auf dem Gebiet der Stadt Balingen im Zollernalbkreis.

## Lage
Das Landschaftsschutzgebiet umfasst die gesamte Gemarkung Roßwangen südlich der Landesstraße 442. Das Gebiet gehört größtenteils zum Naturraum Südwestliches Albvorland und zu einem kleineren Teil zum Naturraum Hohe Schwabenalb.

## Landschaftscharakter
Das Gebiet reicht von der Landesstraße 442 bis zu den Hängen der Balinger Berge und umfasst die artenreichen Flachland-Mähwiesen um das Dorf Roßwangen sowie die bewaldeten Hänge von Plettenberg und Schafberg, soweit sie zur Gemarkung Roßwangen gehören. Die im Zusammenhang bebauten Flächen und Flächen, die durch einen Bebauungsplan zur Bebauung bestimmt sind, gehören nicht zum Schutzgebiet.

## Zusammenhängende Schutzgebiete
Im Süden grenzt das Landschaftsschutzgebiet Großer Heuberg an. Die Waldflächen an Plettenberg und Schafberg im Süden des Gebiets liegen im Vogelschutzgebiet Südwestalb und Oberes Donautal.